# بتساکوتساکو آندرانوتسارا
بتساکوتساکو آندرانوتسارا (به لاتین: Betsakotsako Andranotsara) یک منطقهٔ مسکونی در ماداگاسکار است که در بخش انداپا واقع شده‌است. بتساکوتساکو آندرانوتسارا ۶٬۳۱۴ نفر جمعیت دارد و ۴۷۵ متر بالاتر از سطح دریا واقع شده‌است.